# Прокопенко, Алексей Львович
Алексе́й Льво́вич Прокопе́нко (род. 1962, Саратов, РСФСР, СССР) — российский деятель органов местного самоуправления, глава администрации муниципального образования «Город Саратов» (2011—2013).

## Биография
Алексей Львович родился в 1962 году в Саратове. Окончив среднюю школу, он стал работать на стройке, но вскоре поступил в Саратовский политехнический институт, который окончил в 1985 году. Был первым секретарём Волжского райкома ВЛКСМ, позднее — вторым секретарём Саратовского обкома ВЛКСМ. Занимался общественной деятельностью, в 1990—1993 годах был депутатом. В 1991—2006 годах Прокопенко занимался торговлей, помогая развитию торговли в Саратове: он осуществил несколько важных коммерческих проектов. В 2002 и 2003 году Прокопенко выдвигался в депутаты, но его не поддержали. С 2006 года возглавлял Заводской район, где проявлял большую активность.
Ещё в 2008 году ходили слухи о том, что Прокопенко может сменить главу администрации Вячеслава Сомова. 25 марта 2010 года, когда Сомов ушёл в отпуск, Прокопенко стал и. о. главы администрации, и уже на следующий день коммунисты потребовали его отставки. 29 марта Прокопенко начал проводить кадровые перестановки. В тот же день он выступил с заявлением о том, что одним из его первых шагов будет возвращение широких полномочий главам районов Саратова и объявил с 30 марта месячник по благоустройству Саратова. 7 апреля Сомов ушёл в отставку.

## Деятельность как главы администрации города
С переходом исполнительной власти к Алексею Прокопенко изменения стали происходить во всех сферах жизни города: от «коммуналки» до благоустройства. Это стало возможным, отчасти, благодаря конструктивным взаимоотношениям с главой Саратова Олегом Грищенко.
В начале июля 2010 года саратовские застройщики обратились с обращением к руководству города во главе с Прокопенко, но тот проигнорировал обращение.
25 августа 2010 года состоялась пресс-конференция саратовского депутата, коммуниста Валерия Рашкина, на которой зашла речь о ЖКХ и отдельно об управляющей компании «Стройкомплект», которую некоторые депутаты назвали одним из самых злостных нарушителей (так, в некоторых платёжках указывались такие суммы за перерасчёт, как 14—15 тыс. рублей). Оказалось, что эта компания создавалась (причём с серьёзными нарушениями) в Заводском районе Саратова, в бытность Прокопенко его главой; а финансовым директором этой компании является двоюродная сестра Прокопенко.
26 августа 2010 года стало известно, что директоров некоторых МУП в Саратове мэрия заставила написать заявления об увольнении по собственному желанию с открытой датой. Оказалось, что Прокопенко был причастен к этому: 27 августа 2010 года появилась информация о том, что он заставил руководителя одного из МУП писать заявление об увольнении с открытой датой для того, чтобы тот не выдвинул свою кандидатуру на выборах, а за отказ снял его с должности, несмотря на то, что этот директор не хотел выдвигать на выборах свою кандидатуру; Прокопенко отказался официально комментировать это происшествие, хотя некоторые люди, например, директор Саратовводоканала подтвердил факт давления на МУПы. Несмотря на это, по заключению юриста, это происшествие ничем не грозит для главы города, поскольку факт принуждения в суде нельзя подтвердить никакими доказательствами. 30 августа на должность МУП был назначен другой руководитель.
Эти события имели резонанс в области. Так, в протест против политики Прокопенко ушёл в отставку директор Саратовгорэлектротранса, Роберт Виньков (что характерно, его преемником также стал житель Заводского района). В связи с этими событиями саратовские правозащитники обвинили мэрию города в «коррумпированности», заявив, что в городе сложилась «феодальная структура». Саратовские интернетчики также резко раскритиковали Прокопенко, назвав его деятельность «наглостью» и «кошмарным поведением тандема Грищенко — Прокопенко». Однако ряд экспертов посчитали действия экс-глав «СпецАТХ» и «СГЭТ», а также следующую за этим атаку СМИ, попыткой дискредитировать городскую власть в отместку за отстранение от бюджетных финансовых потоков.
Алексей Прокопенко — первый из сити-менеджеров Саратова, которому удалось организовать слаженную работу коммунальных служб города. В 2010 году Саратов вошёл в пятёрку лучших городов России, успешно подготовившихся к отопительному сезону и вошедших в него. В 2011 году темпы вхождения в отопсезон также были высокими. Задан высокий темп работам по благоустройству: ремонтируются дороги (с использованием современных износостойких материалов), дворовые территории, строятся новые и ремонтируются старые детские сады, восстанавливаются «зелёные зоны». В зимний период впервые за несколько лет городские службы оперативно убирают снег после снегопадов.
29 октября 2013 года ушёл в отставку с поста главы администрации муниципального образования «Город Саратов» и исчез. 
26 марта 2014 года суд повторно признал Прокопенко виновным в совершении преступлений. Он был объявлен в федеральный и международный розыск. В марте 2019 года явился в следственный отдел по Октябрьскому району Саратова.

## В культуре
- Прокопенко является одним из действующих лиц короткометражного мультфильма «Сомнение тандема», выпущенного ИА «Взгляд-инфо», где высмеивается так называемый «тандем Грищенко — Прокопенко», а также саратовские политические скандалы второй половины 2010 года[28].
- Также высмеивался Прокопенко и в посвящённом тому же Грищенко телесюжете «Сказка о потерянном времени на ровном месте», где он выведен как «богатырь Алексей Прокопьевич»[29].